# 克里克斯坦德 (阿拉巴馬州)
克里克斯坦德（英語：Creek Stand）是一個位於美國阿拉巴馬州梅肯縣的非建制地區。該地的面積和人口皆未知。

## 地理
克里克斯坦德的座標為32°17′41″N 85°28′39″W / 32.29472°N 85.47750°W，而該地的平均海拔高度為136米（即446英尺）。